# Петропавловка (Архаринский район)
В Амурской области также есть Петропавловка в Ивановском районе, Петропавловка в Михайловском районе и Петропавловка в Свободненском районе
Петропа́вловка — село в Архаринском районе Амурской области, входит в Черниговский сельсовет.
Основано в 1911 г. Топонимика: названо религиозному празднику святых апостолов Петра и Павла, который отмечается 12 июля, в канун его было основано село.

## География
Село Петропавловка расположено к северо-западу от районного центра Архара.
Автомобильная дорога к селу Петропавловка идёт на запад от трассы Архара — село Домикан.
Расстояние до Архары (на юг по трассе) — 25 км.
Расстояние до административного центра Черниговского сельсовета села Черниговка (на север по трассе) — около 9 км.
Рядом с селом Петропавловка проходит Забайкальская железная дорога.

## Население
| 2002 | 2010 | 2012 | 2013 | 2014 | 2015 | 2016 |
| ---- | ---- | ---- | ---- | ---- | ---- | ---- |
| 6    | ↘0   | →0   | →0   | →0   | →0   | →0   |
| 2017 | 2018 |      |      |      |      |      |
| →0   | ↗1   |      |      |      |      |      |